# Inge Limberg
Hans Inge Mattias Limberg (* 17. Dezember 1922 in Lima; † 22. Mai 1989 ebenda) war ein schwedischer Skilangläufer.
Limberg, der für den Lima IF startete, errang beim Wasalauf nach Platz sieben im Jahr 1946 und Platz acht im Jahr 1948 im Jahr 1949 den dritten Platz. Diese Platzierung wiederholte er drei Jahre später. Zudem wurde er in den Jahren 1950, 1955 und 1956 jeweils Vierter und 1954 Siebter bei diesem Lauf. Im Februar 1956 nahm er an den Olympischen Winterspielen in Cortina d’Ampezzo teil. Dabei belegte er den 12. Platz über 50 km. Bei schwedischen Meisterschaften siegte er in den Jahren 1956 und 1957 zusammen mit Gunnar Samuelsson und Sixten Jernberg in der Staffel von Lima IF.